# Elecciones municipales de 2024 en la Región del Maule
Las elecciones municipales de 2024 en la Región del Maule se realizaron los días 26 y 27 de octubre de 2024 para elegir a los responsables de la administración local, es decir, de las comunas. La región se compone de 30 comunas.
Estas elecciones serán las primeras elecciones municipales realizadas bajo el sistema de inscripción automática y voto obligatorio, luego de la promulgación de la Ley 21524 que restableció el voto obligatorio. Estas elecciones se realizarán paralelamente a las elecciones de gobernadores y consejeros regionales de la región, cargos creados por la Ley 21073 de 2018, y que fueron elegidos por primera vez en 2021 y 2013, respectivamente.

## Precandidaturas
| Pacto                                        | Partido                       | Candidatos |
| -------------------------------------------- | ----------------------------- | ---------- |
| F. Partido Social Cristiano e Independientes | Partido Social Cristiano      | 4          |
| H. Contigo Chile Mejor                       | Frente Amplio                 | 1          |
| H. Contigo Chile Mejor                       | Partido Comunista de Chile    | 1          |
| H. Contigo Chile Mejor                       | Partido Socialista de Chile   | 3          |
| H. Contigo Chile Mejor                       | Partido Demócrata Cristiano   | 5          |
| H. Contigo Chile Mejor                       | Partido por la Democracia     | 1          |
| H. Contigo Chile Mejor                       | Partido Radical de Chile      | 3          |
| H. Contigo Chile Mejor                       | Independientes                | 11         |
| P. Partido de la Gente e Independientes      | Partido de la Gente           | 2          |
| R. Centro Democrático                        | Demócratas                    | 1          |
| R. Centro Democrático                        | Independientes                | 5          |
| X. Ecologistas, Animalistas e Independientes | Partido Alianza Verde Popular | 1          |
| Y. Republicanos e Independientes             | Partido Republicano de Chile  | 3          |
| Z. Chile Vamos                               | Renovación Nacional           | 7          |
| Z. Chile Vamos                               | Unión Demócrata Independiente | 5          |
| Z. Chile Vamos                               | Evolución Política            | 2          |
| Z. Chile Vamos                               | Independientes                | 13         |
| Candidaturas Independientes                  | Candidaturas Independientes   | 70         |
| Total de candidatos a alcalde                | Total de candidatos a alcalde | 138        |

## Resultados

### Alcaldes
| Municipio       | Alcalde saliente             | Partido | Partido | Alcalde electo              | Partido | Partido  |
| --------------- | ---------------------------- | ------- | ------- | --------------------------- | ------- | -------- |
| Cauquenes       | Nery Rodríguez Domínguez     |         | Ind     | Jorge Muñoz Saavedra        |         | RN       |
| Chanco          | Marcelo Waddington Guajardo  |         | PR      | Marcelo Waddington Guajardo |         | PR       |
| Colbún          | Pedro Muñoz Oses             |         | Ind     | Pedro Muñoz Oses            |         | Ind      |
| Constitución    | Fabián Pérez Herrera         |         | PR      | Carlos Valenzuela Gajardo   |         | Ind-UDI  |
| Curepto         | René Concha González         |         | PPD     | Fernando Alcántara Barrios  |         | Ind-UDI  |
| Curicó          | Javier Muñoz Riquelme        |         | PDC     | George Bordachar Sotomayor  |         | Ind      |
| Empedrado       | Gonzalo Tejos Pérez          |         | Ind     | Carlos Correa Miñoz         |         | Ind      |
| Hualañé         | Carolina Muñoz Núñez         |         | PDC     | Carolina Muñoz Núñez        |         | PDC      |
| Licantén        | Marcelo Fernández Vilos      |         | Ind     | Claudio Reyes Fuenzalida    |         | Ind      |
| Linares         | Mario Meza Vásquez           |         | RN      | Mario Meza Vásquez          |         | RN       |
| Longaví         | Cristian Menchaca Pinochet   |         | UDI     | Jaime Briones Jorquera      |         | Ind-PS   |
| Maule           | Luis Vásquez Gálvez          |         | PDC     | Pablo Luna Amigo            |         | PDC      |
| Molina          | Priscila Castillo Gerli      |         | PDC     | Felipe Méndez Guzmán        |         | Ind      |
| Parral          | Paula Retamal Urrutia        |         | UDI     | Patricio Ojeda Alarcón      |         | Ind-PREP |
| Pelarco         | Bernardo Vásquez Bobadilla   |         | UDI     | Boris Cabrera Lazo          |         | Ind      |
| Pelluhue        | María Luz Reyes Orellana     |         | Ind-PDC | María Luz Reyes Orellana    |         | Ind-PDC  |
| Pencahue        | José Miguel Tobar Aravena    |         | Ind-PR  | José Miguel Tobar Aravena   |         | Ind-PR   |
| Rauco           | Enrique Olivares Farías      |         | PR      | Claudia Medina Hernández    |         | Ind-PDC  |
| Retiro          | Rodrigo Ramírez Parra        |         | RN      | Rafael Ramírez Parra        |         | RN       |
| Río Claro       | Américo Guajardo Oyarce      |         | RN      | Américo Guajardo Oyarce     |         | RN       |
| Romeral         | Carlos Vergara Zerega        |         | PS      | José Antonio Arellano Lynch |         | RN       |
| Sagrada Familia | Martín Arriagada Urrutia     |         | UDI     | Osvaldo Jorquera Padilla    |         | UDI      |
| San Clemente    | María Inés Sepúlveda Fuentes |         | Ind-FA  | Juan Rojas Vergara          |         | Ind      |
| San Javier      | Jorge Silva Sepulveda        |         | PDC     | Jorge Silva Sepulveda       |         | PDC      |
| San Rafael      | Claudia Díaz Bravo           |         | PDC     | Basilio Pérez Díaz          |         | Ind      |
| Talca           | Juan Carlos Díaz Avendaño    |         | RN      | Juan Carlos Díaz Avendaño   |         | RN       |
| Teno            | Sandra Améstica Gaete        |         | PPD     | Wildo Farías González       |         | Ind      |
| Vichuquén       | Patricio Rivera Bravo        |         | Ind-RN  | Patricio Rivera Bravo       |         | Ind-RN   |
| Villa Alegre    | Pablo Fuentes Vallejos       |         | Ind-RN  | Arturo Palma Vilches        |         | Ind      |
| Yerbas Buenas   | Luis Cadegan Moran           |         | Ind-PDC | Jonathan Norambuena Barros  |         | Ind-UDI  |

### Concejales
| Partido | Partido | Actual | Electos | +/-   |
| ------- | ------- | ------ | ------- | ----- |
|         | UDI     | 37     | 42      | +5    |
|         | RN      | 33     | 42      | +9    |
|         | PR      | 31     | 23      | −8    |
|         | PDC     | 28     | 18      | −10   |
|         | PREP    | 4      | 14      | +10   |
|         | PPD     | 13     | 13      | 0     |
|         | PS      | 16     | 9       | −7    |
|         | Evópoli | 8      | 8       | 0     |
|         | D       | 3      | 6       | +3    |
|         | FRVS    | 3      | 4       | +1    |
|         | PC      | 3      | 3       | 0     |
|         | FA      | 2      | 3       | +1    |
|         | PSC     | 0      | 2       | Nuevo |
|         | AxC     | 2      | 1       | −1    |
|         | PRI     | 2      | 0       | −2    |
|         | PH      | 2      | 0       | −2    |
|         | IND     | 1      | 0       | −1    |

## Provincia de Cauquenes

### Cauquenes

#### Alcalde
| Actual alcaldesa          | Nery Rodríguez Domínguez (Ind.) | Nery Rodríguez Domínguez (Ind.) | Nery Rodríguez Domínguez (Ind.) | Nery Rodríguez Domínguez (Ind.) | Nery Rodríguez Domínguez (Ind.) |
| Candidato                 | Pacto                           | Partido                         | Votos                           | %                               | Resultado                       |
| ------------------------- | ------------------------------- | ------------------------------- | ------------------------------- | ------------------------------- | ------------------------------- |
| Jorge Muñoz Saavedra      | Chile Vamos                     | Ind.                            | 19 854                          | 62,42                           | Alcalde                         |
| Nery Rodríguez Domínguez  | Independiente                   | Ind.                            | 8799                            | 27,66                           |                                 |
| Ricardo Verdugo Sepúlveda | Independiente                   | Ind.                            | 2134                            | 6,71                            |                                 |
| Alejandra Concha Urrutia  | Centro Democrático              | DEM                             | 1021                            | 3,21                            |                                 |

#### Concejales
| Candidato                     | Pacto                                            | Partido | Votos | %     | Resultado |
| ----------------------------- | ------------------------------------------------ | ------- | ----- | ----- | --------- |
| Matías Ceballos Pradenas      | Chile Vamos UDI-Evópoli e Independientes         | UDI     | 4297  | 14,67 | Concejal  |
| Nelson Rodríguez Gajardo      | Tu Comuna Radical                                | PR      | 2234  | 7,62  | Concejal  |
| Ignacio Rodríguez Villablanca | Republicanos e Independientes                    | PREP    | 1473  | 5,03  | Concejal  |
| Álvaro Apablaza Apablaza      | Chile Vamos Renovación Nacional - Independientes | Ind-RN  | 1407  | 4,80  | Concejal  |
| Matías Castro Valdés          | Chile Mucho Mejor                                | PS      | 1390  | 4,74  | Concejal  |
| Grace Meza Cancino            | Chile Vamos UDI-Evópoli e Independientes         | Ind-UDI | 833   | 2,84  | Concejal  |

### Chanco

#### Alcalde
| Actual alcalde              | Marcelo Waddington Guajardo (PR) | Marcelo Waddington Guajardo (PR) | Marcelo Waddington Guajardo (PR) | Marcelo Waddington Guajardo (PR) | Marcelo Waddington Guajardo (PR) |
| Candidato                   | Pacto                            | Partido                          | Votos                            | %                                | Resultado                        |
| --------------------------- | -------------------------------- | -------------------------------- | -------------------------------- | -------------------------------- | -------------------------------- |
| Marcelo Waddington Guajardo | Contigo Chile Mejor              | PR                               | 4652                             | 55,83                            | Alcalde                          |
| Viviana Díaz Meza           | Chile Vamos                      | RN                               | 3574                             | 42,89                            |                                  |
| Eudaldo González Manríquez  | Independiente                    | Ind.                             | 63                               | 0,76                             |                                  |
| Sergio Larraín Muñoz        | Independiente                    | Ind.                             | 44                               | 0,53                             |                                  |

#### Concejales
| Candidato                    | Pacto                                            | Partido | Votos | %     | Resultado |
| ---------------------------- | ------------------------------------------------ | ------- | ----- | ----- | --------- |
| Alejandro Sánchez Fuenzalida | Chile Vamos Renovación Nacional - Independientes | RN      | 1003  | 12,69 | Concejal  |
| Cristián Morales Opazo       | Chile Mucho Mejor                                | Ind-DC  | 871   | 11,02 | Concejal  |
| Jonatan FIgueroa Meza        | Tu Comuna Radical                                | Ind-PR  | 538   | 6,81  | Concejal  |
| José Pérez Meza              | Chile Mucho Mejor                                | Ind-PPD | 523   | 6,62  | Concejal  |
| María Pérez Guajardo         | Tu Comuna Radical                                | Ind-PR  | 361   | 4,57  | Concejal  |
| Alfonso Meza Meza            | Chile Vamos UDI-Evópoli e Independientes         | Ind-UDI | 327   | 4,14  | Concejal  |

### Pelluhue

#### Alcalde
| Actual alcaldesa      | María Reyes Orellana (Ind.) | María Reyes Orellana (Ind.) | María Reyes Orellana (Ind.) | María Reyes Orellana (Ind.) | María Reyes Orellana (Ind.) |
| Candidato             | Pacto                       | Partido                     | Votos                       | %                           | Resultado                   |
| --------------------- | --------------------------- | --------------------------- | --------------------------- | --------------------------- | --------------------------- |
| María Reyes Orellana  | Contigo Chile Mejor         | Ind.                        | 3971                        | 54,86                       | Alcaldesa                   |
| Fabián Meza Hernández | Chile Vamos                 | Ind.                        | 3268                        | 45,14                       |                             |

#### Concejales
| Candidato                 | Pacto                                    | Partido  | Votos | %     | Resultado |
| ------------------------- | ---------------------------------------- | -------- | ----- | ----- | --------- |
| Ricardo Suazo Moraga      | Chile Mucho Mejor                        | Ind-DC   | 1183  | 16,86 | Concejal  |
| Paola Estuardo Valladares | Chile Mucho Mejor                        | Ind-PPD  | 806   | 11,49 | Concejal  |
| Érika Leal Hernández      | Republicanos e Independientes            | Ind-PREP | 780   | 11,12 | Concejal  |
| José Padilla Lepe         | Chile Vamos UDI-Evópoli e Independientes | EVO      | 758   | 10,80 | Concejal  |
| Patricio Vergara Sáez     | Chile Vamos UDI-Evópoli e Independientes | UDI      | 355   | 5,06  | Concejal  |
| Ángelica Peña Retamal     | Chile Mucho Mejor                        | Ind-DC   | 139   | 1,98  | Concejal  |

## Provincia de Curicó

### Curicó

#### Alcalde
| Actual alcalde             | Javier Muñoz Riquelme (DC) | Javier Muñoz Riquelme (DC) | Javier Muñoz Riquelme (DC) | Javier Muñoz Riquelme (DC) | Javier Muñoz Riquelme (DC) |
| Candidato                  | Pacto                      | Partido                    | Votos                      | %                          | Resultado                  |
| -------------------------- | -------------------------- | -------------------------- | -------------------------- | -------------------------- | -------------------------- |
| George Bordachar Sotomayor | Independiente              | Ind.                       | 36 374                     | 36,88                      | Alcalde                    |
| Javier Ahumada Ramírez     | Contigo Chile Mejor        | DC                         | 25 244                     | 25,59                      |                            |
| Pamela Henríquez Rojas     | Independiente              | Ind.                       | 18 988                     | 19,25                      |                            |
| Celso Moralez Muñoz        | Chile Vamos                | UDI                        | 11 964                     | 12,13                      |                            |
| Inés Núñez Méndez          | Independiente              | Ind.                       | 4096                       | 4,15                       |                            |
| Carlos Drews Rubilar       | Independiente              | Ind.                       | 1973                       | 2,00                       |                            |

#### Concejales
| Candidato                    | Pacto                                            | Partido | Votos | %    | Resultado |
| ---------------------------- | ------------------------------------------------ | ------- | ----- | ---- | --------- |
| Constanza Pinto Muñoz        | Republicanos e Independientes                    | PRCh    | 5906  | 6,90 | Concejal  |
| Francisco Sanz Abad          | Chile Vamos Renovación Nacional - Independientes | RN      | 5433  | 6,45 | Concejal  |
| Ivette Cheyre Serrano        | Chile Vamos UDI-Evópoli e Independientes         | UDI     | 3928  | 4,67 | Concejal  |
| Mario Undurraga Castelblanco | Chile Vamos UDI-Evópoli e Independientes         | UDI     | 3192  | 3,79 | Concejal  |
| Edgardo Reyes Reyes          | Por Chile, Segguimos                             | Ind-FA  | 2875  | 3,42 | Concejal  |
| María Contardo Cofré         | Chile Mucho Mejor                                | Ind-DC  | 2695  | 3,20 | Concejal  |
| Raimundo Canquil Vargas      | Chile Mucho Mejor                                | PS      | 2650  | 3,15 | Concejal  |
| Paulina Bravo Valenzuela     | Tu Comuna Radical                                | PR      | 1636  | 1,94 | Concejal  |

### Hualañé

#### Alcalde
| Actual alcalde          | Carolina Muñoz Núñez (DC) | Carolina Muñoz Núñez (DC) | Carolina Muñoz Núñez (DC) | Carolina Muñoz Núñez (DC) | Carolina Muñoz Núñez (DC) |
| Candidato               | Pacto                     | Partido                   | Votos                     | %                         | Resultado                 |
| ----------------------- | ------------------------- | ------------------------- | ------------------------- | ------------------------- | ------------------------- |
| Carolina Muñoz Núñez    | Contigo Chile Mejor       | DC                        | 4058                      | 46,88                     | Alcaldesa                 |
| Raúl Donoso Arce        | Independiente             | Ind.                      | 2597                      | 30,00                     |                           |
| Ariel Retamal Benavides | Chile Vamos               | Ind.                      | 2002                      | 23,13                     |                           |

### Licantén

#### Alcalde
| Actual alcalde            | Marcelo Fernández Vilos (Ind.) | Marcelo Fernández Vilos (Ind.) | Marcelo Fernández Vilos (Ind.) | Marcelo Fernández Vilos (Ind.) | Marcelo Fernández Vilos (Ind.) |
| Candidato                 | Pacto                          | Partido                        | Votos                          | %                              | Resultado                      |
| ------------------------- | ------------------------------ | ------------------------------ | ------------------------------ | ------------------------------ | ------------------------------ |
| Claudio Reyes Fuenzalida  | Independiente                  | Ind.                           | 2091                           | 34,80                          | Alcalde                        |
| Álvaro Donoso Pavez       | Independiente                  | Ind.                           | 2001                           | 33,30                          |                                |
| Valerie Coffin Fuenzalida | Contigo Chile Mejor            | PR                             | 1074                           | 17,87                          |                                |
| Ariel Espinoza Cerpa      | Chile Vamos                    | RN                             | 843                            | 14,03                          |                                |

### Molina

#### Alcalde
| Actual alcalesa             | Priscilla Castillo Gerli (DC) | Priscilla Castillo Gerli (DC) | Priscilla Castillo Gerli (DC) | Priscilla Castillo Gerli (DC) | Priscilla Castillo Gerli (DC) |
| Candidato                   | Pacto                         | Partido                       | Votos                         | %                             | Resultado                     |
| --------------------------- | ----------------------------- | ----------------------------- | ----------------------------- | ----------------------------- | ----------------------------- |
| Felipe Méndez Guzmán        | Independiente                 | Ind.                          | 15 717                        | 44,93                         | Alcalde                       |
| Giovanna Paredes Castillo   | Chile Vamos                   | Ind.                          | 7732                          | 22,11                         |                               |
| Gabriel Silva González      | Independiente                 | Ind.                          | 5882                          | 16,82                         |                               |
| Sebastián Vergara Hernández | Contigo Chile Mejor           | Frente Amplio                 | 4040                          | 11,15                         |                               |
| Marcelo Lobos Vergara       | Independiente                 | Ind.                          | 1233                          | 3,53                          |                               |
| Gonzalo Urzúa Arriagada     | Independiente                 | Ind.                          | 374                           | 1,07                          |                               |

#### Concejales
| Candidato                   | Pacto                                            | Partido  | Votos | %     | Resultado |
| --------------------------- | ------------------------------------------------ | -------- | ----- | ----- | --------- |
| Cristián Martínez Hernández | Chile Mucho Mejor                                | PS       | 4352  | 13,62 | Concejal  |
| Alejandro Ortiz Trejo       | Verdes Liberales por una Comuna Segura           | Ind-FRVS | 2391  | 7,48  | Concejal  |
| José Lizana Muñoz           | Por Chile, Seguimos                              | FA       | 1638  | 5,13  | Concejal  |
| Ruperto Reyes Rojas         | Chile Vamos Renovación Nacional - Independientes | Ind-RN   | 1416  | 4,43  | Concejal  |
| Francisco Valdés Lazo       | Tu Comuna Radical                                | PR       | 1322  | 4,14  | Concejal  |
| Alejandra San Martín Rojas  | Chile Mucho Mejor                                | Ind-PS   | 448   | 1,40  | Concejal  |

### Rauco

#### Alcalde
| Actual alcalde             | Enrique Olivares Farías (PR) | Enrique Olivares Farías (PR) | Enrique Olivares Farías (PR) | Enrique Olivares Farías (PR) | Enrique Olivares Farías (PR) |
| Candidato                  | Pacto                        | Partido                      | Votos                        | %                            | Resultado                    |
| -------------------------- | ---------------------------- | ---------------------------- | ---------------------------- | ---------------------------- | ---------------------------- |
| Claudia Medina Hernández   | Contigo Chile Mejor          | Ind.                         | 2089                         | 22,73                        | Alcaldesa                    |
| Pablo Chávez Valderrama    | Independiente                | Ind.                         | 2020                         | 21,98                        |                              |
| Manuel Poblete Navarro     | Independiente                | Ind.                         | 1383                         | 15,05                        |                              |
| Ana Ponce Rojas            | Independiente                | Ind.                         | 861                          | 9,37                         |                              |
| Ismael San Martín Aguilera | Independiente                | Ind.                         | 815                          | 8,87                         |                              |
| Elizabeth Canales Ibarra   | Centro Democrático           | Ind.                         | 589                          | 6,41                         |                              |
| Luis Quezada Herrera       | Independiente                | Ind.                         | 560                          | 6,09                         |                              |
| Pablo Muñoz Morales        | Chile Vamos                  | EVO                          | 439                          | 4,78                         |                              |
| Patricio Ponce Álvarez     | Independiente                | Ind.                         | 334                          | 3,63                         |                              |
| Mauricio Farías Molina     | Independiente                | Ind.                         | 102                          | 1,11                         |                              |

#### Concejales
| Candidato                | Pacto                                            | Partido | Votos | %    | Resultado |
| ------------------------ | ------------------------------------------------ | ------- | ----- | ---- | --------- |
| Sebastián Cabello Ibarra | Tu Comuna Radical                                | Ind-PR  | 713   | 8,15 | Concejal  |
| Enrique Olivares Farías  | Tu Comuna Radical                                | PR      | 626   | 7,15 | Concejal  |
| Juan Poblete Navarro     | Chile Vamos UDI-Evópoli e Independientes         | UDI     | 585   | 6,68 | Concejal  |
| Eugenia Correa Cárdenas  | Chile Mucho Mejor                                | Ind-DC  | 553   | 6,32 | Concejal  |
| Manuel Díaz Farías       | Verdes Liberales por una Comuna Segura           | FRVS    | 398   | 4,55 | Concejal  |
| María Díaz Araneda       | Chile Vamos Renovación Nacional - Independientes | Ind-RN  | 367   | 4,19 | Concejal  |

### Romeral

#### Alcalde
| Actual alcalde             | Carlos Vergara Zerega (PS) | Carlos Vergara Zerega (PS) | Carlos Vergara Zerega (PS) | Carlos Vergara Zerega (PS) | Carlos Vergara Zerega (PS) |
| Candidato                  | Pacto                      | Partido                    | Votos                      | %                          | Resultado                  |
| -------------------------- | -------------------------- | -------------------------- | -------------------------- | -------------------------- | -------------------------- |
| José Arellano Lynch        | Chile Vamos                | RN                         | 4598                       | 36,07                      | Alcalde                    |
| Luis Marín Díaz            | Centro Democrático         | Ind.                       | 3729                       | 29,25                      |                            |
| Francisca Orellana Calixto | Independiente              | Ind.                       | 3060                       | 24,00                      |                            |
| María Huerta Valderrama    | Independiente              | Ind.                       | 1362                       | 10,68                      |                            |

#### Concejales
| Candidato                   | Pacto                                            | Partido | Votos | %     | Resultado |
| --------------------------- | ------------------------------------------------ | ------- | ----- | ----- | --------- |
| Marco Dauvin Mora           | Tu Comuna Radical                                | PR      | 1249  | 10,37 | Concejal  |
| Pablo Santelices San Martín | Chile Mucho Mejor                                | PS      | 998   | 8,28  | Concejal  |
| Juan Olivos Zerene          | Republicanos e Independientes                    | PREP    | 929   | 7,71  | Concejal  |
| Marisol Torres Quijada      | Centro Democrático                               | DEM     | 737   | 6,12  | Concejal  |
| Julio Saavedra Olguín       | Chile Vamos Renovación Nacional - Independientes | RN      | 570   | 4,73  | Concejal  |
| Leslie Castillo Matus       | Chile Vamos UDI-Evópoli e Independientes         | EVO     | 438   | 3,64  | Concejal  |

### Sagrada Familia

#### Alcalde
| Actual alcalde           | Osvaldo Jorquera Padilla (UDI) | Osvaldo Jorquera Padilla (UDI) | Osvaldo Jorquera Padilla (UDI) | Osvaldo Jorquera Padilla (UDI) | Osvaldo Jorquera Padilla (UDI) |
| Candidato                | Pacto                          | Partido                        | Votos                          | %                              | Resultado                      |
| ------------------------ | ------------------------------ | ------------------------------ | ------------------------------ | ------------------------------ | ------------------------------ |
| Osvaldo Jorquera Padilla | Chile Vamos                    | UDI                            | 7733                           | 51,64                          | Alcalde                        |
| Josselyn Oyarzún Naranjo | Independiente                  | Ind.                           | 1922                           | 12,83                          |                                |
| Patricia Serrano Vásquez | Independiente                  | Ind.                           | 1844                           | 12,31                          |                                |
| Francisco Meléndez Rojas | Contigo Chile Mejor            | PS                             | 1316                           | 8,79                           |                                |
| Julio Marabenítez Muñoz  | Independiente                  | Ind.                           | 1024                           | 6,84                           |                                |
| Cristián Palma Herrera   | Independiente                  | Ind.                           | 858                            | 5,73                           |                                |
| Roberto Díaz Rosales     | Independiente                  | Ind.                           | 278                            | 1,86                           |                                |

#### Concejales
| Candidato               | Pacto                                            | Partido | Votos | %     | Resultado |
| ----------------------- | ------------------------------------------------ | ------- | ----- | ----- | --------- |
| Ignacio Alcaíno Vergara | Chile Vamos UDI-Evópoli e Independientes         | Ind-UDI | 1630  | 11,62 | Concejal  |
| Alen Quiroga Barrera    | Chile Vamos UDI-Evópoli e Independientes         | Ind-UDI | 971   | 6,92  | Concejal  |
| Felipe Espinoza Farías  | Chile Vamos Renovación Nacional - Independientes | Ind-RN  | 879   | 6,26  | Concejal  |
| Marcelo Ahumada Farías  | Chile Vamos UDI-Evópoli e Independientes         | UDI     | 745   | 5,31  | Concejal  |
| Juan San Martín Baeza   | Chile Mucho Mejor                                | Ind-PS  | 632   | 4,50  | Concejal  |
| Yanina Herrera Baeza    | Tu Comuna Radical                                | Ind-PR  | 454   | 3,24  | Concejal  |

### Teno

#### Alcalde
| Actual alcaldesa        | Sandra Améstica Gaete (Ind.) | Sandra Améstica Gaete (Ind.) | Sandra Améstica Gaete (Ind.) | Sandra Améstica Gaete (Ind.) | Sandra Améstica Gaete (Ind.) |
| Candidato               | Pacto                        | Partido                      | Votos                        | %                            | Resultado                    |
| ----------------------- | ---------------------------- | ---------------------------- | ---------------------------- | ---------------------------- | ---------------------------- |
| Wildo Farías González   | Independiente                | Ind.                         | 9682                         | 42,16                        | Alcalde                      |
| Sandra Velenzuela Pérez | Chile Vamos                  | UDI                          | 7062                         | 30,75                        |                              |
| José Cáceres Nicolao    | Independiente                | Ind.                         | 3095                         | 13,48                        |                              |
| Matías Rojas Medina     | Independiente                | Ind.                         | 1886                         | 8,21                         |                              |
| Sandra Améstica Gaete   | Contigo Chile Mejor          | Ind.                         | 1241                         | 5,40                         |                              |

#### Concejales
| Candidato                 | Pacto                                            | Partido | Votos | %    | Resultado |
| ------------------------- | ------------------------------------------------ | ------- | ----- | ---- | --------- |
| María Solís Frankic       | Chile Vamos UDI-Evópoli e Independientes         | Ind-UDI | 1481  | 7,15 | Concejal  |
| Matías Díaz Díaz          | Chile Vamos Renovación Nacional - Independientes | RN      | 1403  | 6,78 | Concejal  |
| José Meléndez González    | Chile Vamos UDI-Evópoli e Independientes         | Ind-EVO | 1321  | 6,38 | Concejal  |
| Cristián Herrera Maturana | Republicanos e Independientes                    | PREP    | 1310  | 6,33 | Concejal  |
| Mauricio Rojas Parraguez  | Tu Comuna Radical                                | PR      | 1152  | 5,56 | Concejal  |
| José Cáceres Celis        | Chile Mucho Mejor                                | Ind-DC  | 1000  | 4,83 | Concejal  |

### Vichuquén

#### Alcalde
| Actual alcalde          | Patricio Rivera Bravo (Ind.) | Patricio Rivera Bravo (Ind.) | Patricio Rivera Bravo (Ind.) | Patricio Rivera Bravo (Ind.) | Patricio Rivera Bravo (Ind.) |
| Candidato               | Pacto                        | Partido                      | Votos                        | %                            | Resultado                    |
| ----------------------- | ---------------------------- | ---------------------------- | ---------------------------- | ---------------------------- | ---------------------------- |
| Patricio Rivera Bravo   | Chile Vamos                  | Ind.                         | 2709                         | 60,92                        | Alcalde                      |
| Matías Fuenzalida Yáñez | Contigo Chile Mejor          | Ind.                         | 906                          | 20,37                        |                              |
| María Bravo Maturana    | Independiente                | Ind.                         | 832                          | 18,71                        |                              |

#### Concejales
| Candidato               | Pacto                                            | Partido | Votos | %     | Resultado |
| ----------------------- | ------------------------------------------------ | ------- | ----- | ----- | --------- |
| Carolina Díaz Bravo     | Chile Vamos Renovación Nacional - Independientes | RN      | 972   | 21,97 | Concejal  |
| Paulo Arellano Cuevas   | Chile Vamos Renovación Nacional - Independientes | Ind-RN  | 348   | 7,86  | Concejal  |
| Carlos Muñoz Fuenzalida | Chile Vamos UDI-Evópoli e Independientes         | UDI     | 337   | 7,62  | Concejal  |
| Mauricio Véliz Bravo    | Chile Vamos UDI-Evópoli e Independientes         | Ind-UDI | 320   | 7,23  | Concejal  |
| Juan Fuenzalida Calquin | Chile Vamos Renovación Nacional - Independientes | Ind-RN  | 313   | 7,07  | Concejal  |
| Carolina Tomic López    | Chile Mucho Mejor                                | Ind-PPD | 178   | 4,02  | Concejal  |

## Provincia de Linares

### Linares

#### Alcalde
| Actual alcalde          | Mario Meza Vásquez (RN) | Mario Meza Vásquez (RN) | Mario Meza Vásquez (RN) | Mario Meza Vásquez (RN) | Mario Meza Vásquez (RN) |
| Candidato               | Pacto                   | Partido                 | Votos                   | %                       | Resultado               |
| ----------------------- | ----------------------- | ----------------------- | ----------------------- | ----------------------- | ----------------------- |
| Mario Meza Vásquez      | Chile Vamos             | RN                      | 30 033                  | 44,82                   | Alcalde                 |
| Rolando Rentería Moller | Independiente           | Ind.                    | 11 188                  | 16,70                   |                         |
| Felipe González López   | Independiente           | Ind.                    | 9489                    | 14,16                   |                         |
| Myriam Alarcón Castillo | Independiente           | Ind.                    | 9089                    | 13,56                   |                         |
| Michael Concha Salvo    | Contigo Chile Mejor     | PS                      | 7211                    | 10,76                   |                         |

#### Concejales
| Candidato                   | Pacto                                            | Partido | Votos | %     | Resultado |
| --------------------------- | ------------------------------------------------ | ------- | ----- | ----- | --------- |
| Favio Vargas Aguilera       | Chile Vamos Renovación Nacional - Independientes | RN      | 8187  | 13,46 | Concejal  |
| Luis Concha Guerrero        | Chile Vamos Renovación Nacional - Independientes | Ind-RN  | 3848  | 6,33  | Concejal  |
| Christian González Monsalve | Chile Vamos Renovación Nacional - Independientes | RN      | 3467  | 5,70  | Concejal  |
| Cinthia Labraña Villalobos  | Chile Vamos Renovación Nacional - Independientes | RN      | 3213  | 5,28  | Concejal  |
| Eduardo Ibáñez Núñez        | Chile Mucho Mejor                                | Ind-PPD | 2660  | 4,37  | Concejal  |
| Lenin Fuentes Barrios       | Por Chile, Seguimos                              | PCCh    | 2078  | 3,42  | Concejal  |
| Marcelo Campos Vergara      | Centro Democrático                               | Ind-DEM | 1888  | 3,10  | Concejal  |
| Leandro Alfaro Valdéz       | Republicanos e Independientes                    | PRCh    | 1590  | 2,61  | Concejal  |

### Colbún

#### Alcalde
| Actual alcalde         | Pedro Muñoz Oses (Ind.) | Pedro Muñoz Oses (Ind.) | Pedro Muñoz Oses (Ind.) | Pedro Muñoz Oses (Ind.) | Pedro Muñoz Oses (Ind.) |
| Candidato              | Pacto                   | Partido                 | Votos                   | %                       | Resultado               |
| ---------------------- | ----------------------- | ----------------------- | ----------------------- | ----------------------- | ----------------------- |
| Pedro Muñoz Oses       | Independiente           | Ind.                    | 8000                    | 46,19                   | Alcalde                 |
| José Olivares Quiroz   | Chile Vamos             | EVO                     | 5123                    | 29,58                   |                         |
| Gustavo Rojas Aravena  | Independiente           | Ind.                    | 1737                    | 10,03                   |                         |
| Renato Hernández Bravo | Independiente           | Ind.                    | 1374                    | 7,93                    |                         |
| Juan Araya Vergara     | Centro Democrático      | Ind.                    | 1086                    | 6,27                    |                         |

### Longaví

#### Alcalde
| Actual alcalde              | Cristián Menchaca Pinochet (UDI) | Cristián Menchaca Pinochet (UDI) | Cristián Menchaca Pinochet (UDI) | Cristián Menchaca Pinochet (UDI) | Cristián Menchaca Pinochet (UDI) |
| Candidato                   | Pacto                            | Partido                          | Votos                            | %                                | Resultado                        |
| --------------------------- | -------------------------------- | -------------------------------- | -------------------------------- | -------------------------------- | -------------------------------- |
| Jaime Briones Jorquera      | Contigo Chile Mejor              | Ind.                             | 12 689                           | 50,06                            | Alcalde                          |
| Cristián Menchaca Pinochet  | Chile Vamos                      | UDI                              | 11 547                           | 45,56                            |                                  |
| Esteban Méndez Gutiérrez    | Independiente                    | Ind.                             | 494                              | 1,95                             |                                  |
| Danilo Barra Méndez         | Partido de la Gente              | PDG                              | 430                              | 1,70                             |                                  |
| Jacqueline Álvarez González | Independiente                    | Ind.                             | 187                              | 0,74                             |                                  |

### Parral

#### Alcalde
| Actual alcaldesa         | Paula Retamal Urrutia (UDI) | Paula Retamal Urrutia (UDI) | Paula Retamal Urrutia (UDI) | Paula Retamal Urrutia (UDI) | Paula Retamal Urrutia (UDI) |
| Candidato                | Pacto                       | Partido                     | Votos                       | %                           | Resultado                   |
| ------------------------ | --------------------------- | --------------------------- | --------------------------- | --------------------------- | --------------------------- |
| Patricio Ojeda Alarcón   | Republicanos                | Ind.                        | 14 518                      | 45,36                       | Alcalde                     |
| Rodrigo Castro Sepúlveda | Contigo Chile Mejor         | Ind.                        | 13 304                      | 41,47                       |                             |
| Fabián Abasolo Narváez   | Independiente               | Ind.                        | 4181                        | 13,06                       |                             |

#### Concejales
| Candidato                | Pacto                                            | Partido | Votos | %     | Resultado |
| ------------------------ | ------------------------------------------------ | ------- | ----- | ----- | --------- |
| Adelqui Millar Bravo     | Republicanos e Independientes                    | PRCh    | 3995  | 13,94 | Concejal  |
| Teresa Hernández Mena    | Chile Vamos Renovación Nacional - Independientes | RN      | 2922  | 10,20 | Concejal  |
| Pablo Gutiérrez Alcaíno  | Republicanos e Independientes                    | PRCh    | 2561  | 8,94  | Concejal  |
| Juan Benavente Meza      | Chile Vamos Renovación Nacional - Independientes | Ind-RN  | 1624  | 5,67  | Concejal  |
| José Maureira Maureira   | Chile Mucho Mejor                                | PPD     | 1543  | 5,38  | Concejal  |
| José Valverde Valenzuela | Chile Vamos UDI-Evópoli e Independientes         | UDI     | 640   | 2,23  | Concejal  |

### Retiro

#### Alcalde
| Actual alcalde        | Rodrigo Ramírez Parra (RN) | Rodrigo Ramírez Parra (RN) | Rodrigo Ramírez Parra (RN) | Rodrigo Ramírez Parra (RN) | Rodrigo Ramírez Parra (RN) |
| Candidato             | Pacto                      | Partido                    | Votos                      | %                          | Resultado                  |
| --------------------- | -------------------------- | -------------------------- | -------------------------- | -------------------------- | -------------------------- |
| Rafael Ramírez Parra  | Chile Vamos                | RN                         | 9801                       | 58,53                      | Alcalde                    |
| Ignacio Luna Vallejos | Contigo Chile Mejor        | Ind.                       | 6943                       | 41,47                      |                            |

#### Concejales
| Candidato               | Pacto                                            | Partido | Votos | %     | Resultado |
| ----------------------- | ------------------------------------------------ | ------- | ----- | ----- | --------- |
| Cristián Ramos Ramos    | Chile Mucho Mejor                                | Ind-DC  | 1549  | 10,10 | Concejal  |
| Francisco Leiva Guzmán  | Chile Vamos Renovación Nacional - Independientes | RN      | 1541  | 10,05 | Concejal  |
| Gonzalo Espinoza Parada | Chile Mucho Mejor                                | DC      | 1492  | 9,73  | Concejal  |
| José Aravena Jara       | Chile Vamos Renovación Nacional - Independientes | RN      | 1448  | 9,44  | Concejal  |
| Benjamín Pacheco Caro   | Chile Vamos Renovación Nacional - Independientes | RN      | 1095  | 7,14  | Concejal  |
| Magaly Moya Vallejos    | Chile Vamos UDI-Evópoli e Independientes         | Ind-UDI | 1032  | 6,73  | Concejal  |

### San Javier

#### Alcalde
| Actual alcalde             | Jorge Silva Sepúlveda (DC) | Jorge Silva Sepúlveda (DC) | Jorge Silva Sepúlveda (DC) | Jorge Silva Sepúlveda (DC) | Jorge Silva Sepúlveda (DC) |
| Candidato                  | Pacto                      | Partido                    | Votos                      | %                          | Resultado                  |
| -------------------------- | -------------------------- | -------------------------- | -------------------------- | -------------------------- | -------------------------- |
| Jorge Silva Sepúlveda      | Contigo Chile Mejor        | DC                         | 12 043                     | 35,27                      | Alcalde                    |
| Germán Herrera Dinamarca   | Independiente              | Ind.                       | 8354                       | 24,47                      |                            |
| Cristóbal Cancino Albornoz | Chile Vamos                | UDI                        | 6571                       | 19,24                      |                            |
| Daniel Smith Benavente     | Republicanos               | PRCh                       | 4567                       | 13,37                      |                            |
| Marcelo Valenzuela Urbina  | Independiente              | Ind.                       | 1205                       | 3,53                       |                            |
| Carmen Soto Cáceres        | Independiente              | Ind.                       | 860                        | 2,52                       |                            |
| Miguel González Parra      | Partido Social Cristiano   | PSC                        | 546                        | 1,60                       |                            |

#### Concejales
| Candidato             | Pacto                                    | Partido | Votos | %     | Resultado |
| --------------------- | ---------------------------------------- | ------- | ----- | ----- | --------- |
| Luis Alarcón Núñez    | Chile Vamos UDI-Evópoli e Independientes | UDI     | 6623  | 21,33 | Concejal  |
| Eduardo Bravo Cancino | Chile Mucho Mejor                        | PPD     | 1840  | 5,93  | Concejal  |
| Juan Bustos Cariaga   | Chile Mucho Mejor                        | Ind-DC  | 1502  | 4,84  | Concejal  |
| Karen Valdés Villar   | Chile Vamos UDI-Evópoli e Independientes | Ind-UDI | 1067  | 3,44  | Concejal  |
| Bárbara Suazo Rojas   | Chile Vamos UDI-Evópoli e Independientes | Ind-UDI | 937   | 3,02  | Concejal  |
| Rodrigo Osorio Opazo  | Por Chile, Seguimos                      | FA      | 936   | 3,01  | Concejal  |

### Villa Alegre

#### Alcalde
| Actual alcale          | Pablo Fuentes Vallejos (Ind.) | Pablo Fuentes Vallejos (Ind.) | Pablo Fuentes Vallejos (Ind.) | Pablo Fuentes Vallejos (Ind.) | Pablo Fuentes Vallejos (Ind.) |
| Candidato              | Pacto                         | Partido                       | Votos                         | %                             | Resultado                     |
| ---------------------- | ----------------------------- | ----------------------------- | ----------------------------- | ----------------------------- | ----------------------------- |
| Arturo Palma Vilches   | Independiente                 | Ind.                          | 5441                          | 41,97                         | Alcalde                       |
| Pablo Fuentes Vallejos | Chile Vamos                   | Ind.                          | 4144                          | 31,97                         |                               |
| Horacio Lobos Azócar   | Independiente                 | Ind.                          | 3379                          | 26,06                         |                               |

#### Concejales
| Candidato                   | Pacto                                            | Partido | Votos | %    | Resultado |
| --------------------------- | ------------------------------------------------ | ------- | ----- | ---- | --------- |
| Luis Alegría Acuña          | Verdes Liberales por una Comuna Segura           | FRVS    | 905   | 7,61 | Concejal  |
| César Vallejos Yáñez        | Chile Vamos Renovación Nacional - Independientes | RN      | 841   | 7,07 | Concejal  |
| Justo Rebolledo Araya       | Chile Mucho Mejor                                | PS      | 676   | 5,68 | Concejal  |
| Eduardo Bustamante Maureira | Chile Vamos UDI-Evópoli e Independientes         | UDI     | 608   | 5,11 | Concejal  |
| María González Torres       | Chile Mucho Mejor                                | DC      | 551   | 4,63 | Concejal  |
| Maria Pacheco Bravo         | Tu Comuna Radical                                | Ind-PR  | 413   | 3,47 | Concejal  |

### Yerbas Buenas

#### Alcalde
| Actual alcalde              | Luis Cadegan Morán (Ind.) | Luis Cadegan Morán (Ind.) | Luis Cadegan Morán (Ind.) | Luis Cadegan Morán (Ind.) | Luis Cadegan Morán (Ind.) |
| Candidato                   | Pacto                     | Partido                   | Votos                     | %                         | Resultado                 |
| --------------------------- | ------------------------- | ------------------------- | ------------------------- | ------------------------- | ------------------------- |
| Jonathan Norambuena Barros  | Chile Vamos               | Ind.                      | 5572                      | 37,62                     | Alcalde                   |
| Rafael Viguera González     | Independiente             | Ind.                      | 4214                      | 28,45                     |                           |
| José Mosqueira Miranda      | Independiente             | Ind.                      | 2059                      | 13,90                     |                           |
| Alejandra Cadegan Maldonado | Contigo Chile Mejor       | DC                        | 1958                      | 13,22                     |                           |
| Roden Arévalo Parada        | Partido Social Cristiano  | PSC                       | 343                       | 2,32                      |                           |
| Fernando Astete Mendiburo   | Independiente             | Ind.                      | 303                       | 2,05                      |                           |
| Jaime Claret Arias          | Independiente             | Ind.                      | 210                       | 1,42                      |                           |
| Adrián Sepúlveda Jara       | Independiente             | Ind.                      | 151                       | 1,02                      |                           |

#### Concejales
| Candidato                   | Pacto                                            | Partido | Votos | %     | Resultado |
| --------------------------- | ------------------------------------------------ | ------- | ----- | ----- | --------- |
| Nadia Gálvez Pardo          | Chile Vamos UDI-Evópoli e Independientes         | UDI     | 1843  | 13,45 | Concejal  |
| Rodrigo González Villalobos | Chile Vamos Renovación Nacional - Independientes | RN      | 1246  | 9,09  | Concejal  |
| Flavio Ramos Gutiérrez      | Chile Mucho Mejor                                | PPD     | 1076  | 7,85  | Concejal  |
| Cristina Zehender Soto      | Chile Mucho Mejor                                | DC      | 959   | 7,00  | Concejal  |
| Cristián Fuentealba Retamal | Republicanos e Independientes                    | PREP    | 778   | 5,68  | Concejal  |
| Michael Méndez Gómez        | Chile Vamos UDI-Evópoli e Independientes         | Ind-UDI | 610   | 4,45  | Concejal  |

## Provincia de Talca

### Talca

#### Alcalde
| Actual alcalde            | Juan Carlos Díaz Avendaño (RN) | Juan Carlos Díaz Avendaño (RN) | Juan Carlos Díaz Avendaño (RN) | Juan Carlos Díaz Avendaño (RN) | Juan Carlos Díaz Avendaño (RN) |
| Candidato                 | Pacto                          | Partido                        | Votos                          | %                              | Resultado                      |
| ------------------------- | ------------------------------ | ------------------------------ | ------------------------------ | ------------------------------ | ------------------------------ |
| Juan Carlos Díaz Avendaño | Chile Vamos                    | RN                             | 97 876                         | 66,81                          | Alcalde                        |
| Sixto González Soto       | Contigo Chile Mejor            | PCCh                           | 33 694                         | 23,00                          |                                |
| Patricia Hidalgo Jeldes   | Partido Alianza Verde Popular  | PAVP                           | 14 928                         | 10,19                          |                                |

#### Concejales
| Candidato                 | Pacto                                            | Partido | Votos  | %     | Resultado |
| ------------------------- | ------------------------------------------------ | ------- | ------ | ----- | --------- |
| Patricio Mena Gutiérrez   | Chile Vamos Renovación Nacional - Independientes | RN      | 13 108 | 10,57 | Concejal  |
| Ervin Castillo Arancibia  | Chile Vamos Renovación Nacional - Independientes | Ind-RN  | 8836   | 7,12  | Concejal  |
| Juan Valdebenito Mansilla | Chile Vamos Renovación Nacional - Independientes | Ind-RN  | 4694   | 3,78  | Concejal  |
| Melania Moya Plaza        | Por Chile, Seguimos                              | PCCh    | 4442   | 3,58  | Concejal  |
| Mauricio Zeballos Alfaro  | Republicanos e Independientes                    | PRCh    | 4307   | 3,47  | Concejal  |
| Paula Retamal Retamal     | Tu Comuna Radical                                | Ind-PR  | 3298   | 2,66  | Concejal  |
| Marcelo Rojas García      | Chile Vamos UDI-Evópoli e Independientes         | Ind-UDI | 3185   | 2,57  | Concejal  |
| Cristofer Moller Badilla  | Chile Vamos Renovación Nacional - Independientes | RN      | 2285   | 1,84  | Concejal  |
| Manuel Yáñez Olave        | Chile Vamos Renovación Nacional - Independientes | RN      | 1992   | 1,61  | Concejal  |
| Rodrigo Poblete Reyes     | Chile Mucho Mejor                                | Ind-PS  | 1457   | 1,17  | Concejal  |

### Constitución

#### Alcalde
| Actual alcalde                 | Fabián Pérez Herrera (PR) | Fabián Pérez Herrera (PR) | Fabián Pérez Herrera (PR) | Fabián Pérez Herrera (PR) | Fabián Pérez Herrera (PR) |
| Candidato                      | Pacto                     | Partido                   | Votos                     | %                         | Resultado                 |
| ------------------------------ | ------------------------- | ------------------------- | ------------------------- | ------------------------- | ------------------------- |
| Carlos Valenzuela Gajardo      | Chile Vamos               | Ind.                      | 12 193                    | 36,22                     | Alcalde                   |
| Fabián Pérez Herrera           | Contigo Chile Mejor       | PR                        | 10 882                    | 32,32                     |                           |
| Rodrigo Veloso Urrutia         | Independiente             | Ind.                      | 4865                      | 14,45                     |                           |
| Carlos Santa María Santa María | Independiente             | Ind.                      | 3309                      | 9,83                      |                           |
| Carolina Manríquez Cáceres     | Independiente             | Ind.                      | 1222                      | 3,63                      |                           |
| Marina Muñoz Riquelme          | Independiente             | Ind.                      | 1195                      | 3,55                      |                           |

#### Concejales
| Candidato                  | Pacto                                            | Partido | Votos | %     | Resultado |
| -------------------------- | ------------------------------------------------ | ------- | ----- | ----- | --------- |
| Franco Aravena González    | Chile Vamos UDI-Evópoli e Independientes         | UDI     | 5946  | 19,75 | Concejal  |
| Michael García Alegría     | Chile Vamos UDI-Evópoli e Independientes         | Ind-EVO | 2329  | 7,73  | Concejal  |
| Richard Rodríguez Guajardo | Chile Vamos UDI-Evópoli e Independientes         | UDI     | 1768  | 5,87  | Concejal  |
| Francisco Candia Cabrera   | Tu Comuna Radical                                | Ind-PR  | 1712  | 5,69  | Concejal  |
| Carlos Segovia Letelier    | Chile Vamos Renovación Nacional - Independientes | RN      | 1558  | 5,17  | Concejal  |
| Carlos Zúñiga Díaz         | Por Chile, Seguimos                              | PCCh    | 917   | 3,05  | Concejal  |

### Curepto

#### Alcalde
| Actual alcalde             | René Concha González (PPD) | René Concha González (PPD) | René Concha González (PPD) | René Concha González (PPD) | René Concha González (PPD) |
| Candidato                  | Pacto                      | Partido                    | Votos                      | %                          | Resultado                  |
| -------------------------- | -------------------------- | -------------------------- | -------------------------- | -------------------------- | -------------------------- |
| Fernando Alcántara Barrios | Chile Vamos                | Ind.                       | 3657                       | 42,79                      | Alcalde                    |
| José Valenzuela Gajardo    | Centro Democrático         | Ind.                       | 3487                       | 40,80                      |                            |
| Osvaldo Barrios Castillo   | Contigo Chile Mejor        | Ind.                       | 1158                       | 13,55                      |                            |
| Edwin Arancibia Rojas      | Independiente              | Ind.                       | 245                        | 2,87                       |                            |

#### Concejales
| Candidato                  | Pacto                                            | Partido | Votos | %     | Resultado |
| -------------------------- | ------------------------------------------------ | ------- | ----- | ----- | --------- |
| Armando González Aguilar   | Chile Vamos Renovación Nacional - Independientes | RN      | 1014  | 12,40 | Concejal  |
| René Concha González       | Chile Mucho Mejor                                | PPD     | 925   | 11,31 | Concejal  |
| Vania Cáceres Martínez     | Centro Democrático                               | DEM     | 737   | 9,01  | Concejal  |
| Orlando Iceta Herrera      | Chile Mucho Mejor                                | Ind-PPD | 641   | 7,84  | Concejal  |
| Makarena González Albornoz | Chile Vamos UDI-Evópoli e Independientes         | Ind-UDI | 624   | 7,63  | Concejal  |
| Álvaro Leiva González      | Chile Vamos Renovación Nacional - Independientes | Ind-RN  | 622   | 7,60  | Concejal  |

### Empedrado

#### Alcalde
| Actual alcalde             | Gonzalo Tejos Pérez (Ind.) | Gonzalo Tejos Pérez (Ind.) | Gonzalo Tejos Pérez (Ind.) | Gonzalo Tejos Pérez (Ind.) | Gonzalo Tejos Pérez (Ind.) |
| Candidato                  | Pacto                      | Partido                    | Votos                      | %                          | Resultado                  |
| -------------------------- | -------------------------- | -------------------------- | -------------------------- | -------------------------- | -------------------------- |
| Carlos Correa Miños        | Independiente              | Ind.                       | 2462                       | 60,84                      | Alcalde                    |
| Gonzalo Tejos Pérez        | Independiente              | Ind.                       | 1024                       | 25,30                      |                            |
| Franco Scappaticcio Bordon | Independiente              | Ind.                       | 561                        | 13,86                      |                            |

#### Concejales
| Candidato                | Pacto                                            | Partido | Votos | %     | Resultado |
| ------------------------ | ------------------------------------------------ | ------- | ----- | ----- | --------- |
| Claudio Tejos Espinoza   | Chile Vamos UDI-Evópoli e Independientes         | Ind-UDI | 660   | 16,94 | Concejal  |
| Romilio Rojas Yáñez      | Chile Vamos Renovación Nacional - Independientes | Ind-RN  | 583   | 14,96 | Concejal  |
| Marcela Riquelme Faúndez | Chile Vamos UDI-Evópoli e Independientes         | Ind-UDI | 412   | 10,57 | Concejal  |
| Manuel Báez Gajardo      | Chile Vamos UDI-Evópoli e Independientes         | UDI     | 393   | 10,09 | Concejal  |
| Fernanda Arellano Tejos  | Chile Vamos Renovación Nacional - Independientes | RN      | 324   | 8,24  | Concejal  |
| Alejandro Tejos Pereira  | Centro Democrático                               | Ind-DEM | 244   | 6,26  | Concejal  |

### Maule

#### Alcalde
| Actual alcalde           | Luis Váquez Gálvez (DC)  | Luis Váquez Gálvez (DC) | Luis Váquez Gálvez (DC) | Luis Váquez Gálvez (DC) | Luis Váquez Gálvez (DC) |
| Candidato                | Pacto                    | Partido                 | Votos                   | %                       | Resultado               |
| ------------------------ | ------------------------ | ----------------------- | ----------------------- | ----------------------- | ----------------------- |
| Pablo Luna Amigo         | Contigo Chile Mejor      | DC                      | 13 346                  | 52,59                   | Alcalde                 |
| Hernando Durán Palma     | Chile Vamos              | Ind.                    | 7001                    | 27,59                   |                         |
| Juan Guzmán Ramírez      | Republicanos             | PRCh                    | 2391                    | 9,42                    |                         |
| Juan Herrera Fuentes     | Independiente            | Ind.                    | 1341                    | 5,28                    |                         |
| Scarlett Carrasco Quiroz | Partido Social Cristiano | PSC                     | 1299                    | 5,12                    |                         |

#### Concejales
| Candidato                | Pacto                                            | Partido | Votos | %     | Resultado |
| ------------------------ | ------------------------------------------------ | ------- | ----- | ----- | --------- |
| Mauricio González Vargas | Chile Mucho Mejor                                | DC      | 3343  | 14,62 | Concejal  |
| Iván Riveros Cerda       | Chile Vamos UDI-Evópoli e Independientes         | UDI     | 1817  | 7,94  | Concejal  |
| Juan Rojas Díaz          | Tu Comuna Radical                                | PR      | 1632  | 7,14  | Concejal  |
| Luis Alegría González    | Chile Mucho Mejor                                | Ind-DC  | 1505  | 6,58  | Concejal  |
| César Toledo Núñez       | Republicanos e Independientes                    | PRCh    | 1027  | 4,49  | Concejal  |
| Nidia Ibarra Fernández   | Chile Vamos Renovación Nacional - Independientes | RN      | 932   | 4,08  | Concejal  |

### Pelarco

#### Alcalde
| Actual alcalde               | Bernardo Vásquez Bobadilla (UDI) | Bernardo Vásquez Bobadilla (UDI) | Bernardo Vásquez Bobadilla (UDI) | Bernardo Vásquez Bobadilla (UDI) | Bernardo Vásquez Bobadilla (UDI) |
| Candidato                    | Pacto                            | Partido                          | Votos                            | %                                | Resultado                        |
| ---------------------------- | -------------------------------- | -------------------------------- | -------------------------------- | -------------------------------- | -------------------------------- |
| Boris Cabrera Lazo           | Independiente                    | Ind.                             | 3455                             | 40,50                            | Alcalde                          |
| Johan Guerra Agüero          | Chile Vamos                      | Ind.                             | 2242                             | 26,28                            |                                  |
| Alfredo Pérez Leiva          | Independiente                    | Ind.                             | 1613                             | 18,91                            |                                  |
| Roberto Silva Adi            | Contigo Chile Mejor              | PPD                              | 1018                             | 11,93                            |                                  |
| Shirley Vasconcellos Poblete | Independiente                    | Ind.                             | 202                              | 2,37                             |                                  |

#### Concejales
| Candidato                  | Pacto                                            | Partido  | Votos | %     | Resultado |
| -------------------------- | ------------------------------------------------ | -------- | ----- | ----- | --------- |
| Ricardo Gómez Casanova     | Chile Vamos UDI-Evópoli e Independientes         | UDI      | 1010  | 12,60 | Concejal  |
| Víctor Núñez Montecinos    | Chile Vamos Renovación Nacional - Independientes | RN       | 841   | 10,49 | Concejal  |
| Marcela Gutiérrez González | Chile Mucho Mejor                                | Ind-DC   | 812   | 10,13 | Concejal  |
| Gissel Soto Olave          | Chile Vamos Renovación Nacional - Independientes | RN       | 495   | 6,17  | Concejal  |
| Christian Acuña Herrera    | Chile Vamos UDI-Evópoli e Independientes         | Ind-UDI  | 369   | 4,60  | Concejal  |
| Héctor Gaete Peña          | Republicanos e Independientes                    | Ind-PRCh | 355   | 4,43  | Concejal  |

### Pencahue

#### Alcalde
| Actual alcalde          | José Tobar Aravena (Ind.) | José Tobar Aravena (Ind.) | José Tobar Aravena (Ind.) | José Tobar Aravena (Ind.) | José Tobar Aravena (Ind.) |
| Candidato               | Pacto                     | Partido                   | Votos                     | %                         | Resultado                 |
| ----------------------- | ------------------------- | ------------------------- | ------------------------- | ------------------------- | ------------------------- |
| José Tobar Aravena      | Contigo Chile Mejor       | Ind.                      | 3307                      | 36,06                     | Alcalde                   |
| Rubén Faúndez Gómez     | Independiente             | Ind.                      | 2214                      | 24,14                     |                           |
| Osvaldo Herrera Valdés  | Chile Vamos               | Ind.                      | 2086                      | 22,75                     |                           |
| Marcelo Viedma Villaman | Independiente             | Ind.                      | 1564                      | 17,05                     |                           |

#### Concejales
| Candidato               | Pacto                                            | Partido | Votos | %    | Resultado |
| ----------------------- | ------------------------------------------------ | ------- | ----- | ---- | --------- |
| Mauricio Díaz Díaz      | Tu Comuna Radical                                | Ind-PR  | 648   | 7,41 | Concejal  |
| José Correa Correa      | Chile Vamos UDI-Evópoli e Independientes         | UDI     | 810   | 9,26 | Concejal  |
| Sebastián Novoa Salazar | Chile Mucho Mejor                                | Ind-PPD | 727   | 8,31 | Concejal  |
| José Arancibia Berríos  | Chile Mucho Mejor                                | DC      | 600   | 6,86 | Concejal  |
| Luis Castro Rojas       | Chile Vamos Renovación Nacional - Independientes | Ind-RN  | 490   | 5,60 | Concejal  |
| Richard Aguilar Muñoz   | Chile Vamos UDI-Evópoli e Independientes         | Ind-UDI | 469   | 5,36 | Concejal  |

### Río Claro

#### Alcalde
| Actual alcalde           | Américo Guajardo Oyarce (RN) | Américo Guajardo Oyarce (RN) | Américo Guajardo Oyarce (RN) | Américo Guajardo Oyarce (RN) | Américo Guajardo Oyarce (RN) |
| Candidato                | Pacto                        | Partido                      | Votos                        | %                            | Resultado                    |
| ------------------------ | ---------------------------- | ---------------------------- | ---------------------------- | ---------------------------- | ---------------------------- |
| Américo Guajardo Oyarce  | Chile Vamos                  | RN                           | 6369                         | 56,94                        | Alcalde                      |
| Rosa Navarro Amigo       | Independiente                | Ind.                         | 3800                         | 33,97                        |                              |
| Carolina Tapia Montalvan | Contigo Chile Mejor          | PS                           | 1017                         | 9,09                         |                              |

#### Concejales
| Candidato                  | Pacto                                            | Partido  | Votos | %     | Resultado |
| -------------------------- | ------------------------------------------------ | -------- | ----- | ----- | --------- |
| Roberto Rojas Estrada      | Chile Vamos Renovación Nacional - Independientes | RN       | 1114  | 10,59 | Concejal  |
| Mauricio Montecino Canales | Tu Comuna Radical                                | Ind-PR   | 1101  | 10,46 | Concejal  |
| Joaquín Poblete Ponce      | Chile Vamos UDI-Evópoli e Independientes         | Ind-UDI  | 1090  | 10,36 | Concejal  |
| Eduardo Muñoz Vargas       | Chile Vamos Renovación Nacional - Independientes | Ind-RN   | 569   | 5,41  | Concejal  |
| Jorge Mora Jiménez         | Chile Vamos UDI-Evópoli e Independientes         | EVO      | 537   | 5,10  | Concejal  |
| Néstor Vergara Rojas       | Centro Democrático                               | Ind-AxCh | 436   | 4,14  | Concejal  |

### San Clemente

#### Alcalde
| Actual alcaldesa         | María Sepúlveda Fuentes (Ind.) | María Sepúlveda Fuentes (Ind.) | María Sepúlveda Fuentes (Ind.) | María Sepúlveda Fuentes (Ind.) | María Sepúlveda Fuentes (Ind.) |
| Candidato                | Pacto                          | Partido                        | Votos                          | %                              | Resultado                      |
| ------------------------ | ------------------------------ | ------------------------------ | ------------------------------ | ------------------------------ | ------------------------------ |
| Juan Rojas Vergara       | Independiente                  | Ind.                           | 14 708                         | 44,01                          | Alcalde                        |
| Pablo Amaro Valenzuela   | Chile Vamos                    | UDI                            | 11 874                         | 35,53                          |                                |
| María Sepúlveda Fuentes  | Contigo Chile Mejor            | Ind.                           | 5921                           | 17,72                          |                                |
| Octavio Guajardo Vásquez | Partido Social Cristiano       | PSC                            | 917                            | 2,74                           |                                |

#### Concejales
| Candidato                        | Pacto                                            | Partido | Votos | %     | Resultado |
| -------------------------------- | ------------------------------------------------ | ------- | ----- | ----- | --------- |
| Óscar Gálvez Rebolledo           | Chile Vamos Renovación Nacional - Independientes | RN      | 4619  | 16,03 | Concejal  |
| Galiano Parraguez Rebolledo      | Tu Comuna Radical                                | Ind-PR  | 2478  | 8,60  | Concejal  |
| Javier Álvarez-Salamanca Ramírez | Chile Vamos UDI-Evópoli e Independientes         | Ind-UDI | 2064  | 7,16  | Concejal  |
| Mario Barrueto Gakardo           | Centro Democrático                               | Ind-DEM | 1244  | 4,32  | Concejal  |
| Nancy Oses Castro                | Chile Mucho Mejor                                | Ind-DC  | 1132  | 3,93  | Concejal  |
| Rodolfo Machado Tejo             | Republicanos e Independientes                    | REP     | 1117  | 3,88  | Concejal  |

### San Rafael

#### Alcalde
| Actual alcalde            | Claudia Díaz Bravo (DC) | Claudia Díaz Bravo (DC) | Claudia Díaz Bravo (DC) | Claudia Díaz Bravo (DC) | Claudia Díaz Bravo (DC) |
| Candidato                 | Pacto                   | Partido                 | Votos                   | %                       | Resultado               |
| ------------------------- | ----------------------- | ----------------------- | ----------------------- | ----------------------- | ----------------------- |
| Basilio Pérez Díaz        | Independiente           | Ind.                    | 2593                    | 30,67                   | Alcalde                 |
| Luis Moraga Durán         | Contigo Chile Mejor     | DC                      | 2251                    | 26,62                   |                         |
| Emilio Yáñez Moraga       | Partido de la Gente     | PDG                     | 1854                    | 21,93                   |                         |
| Franco Garrido Jiménez    | Centro Democrático      | Ind.                    | 934                     | 11,05                   |                         |
| César Cantuarias Chazarro | Independiente           | Ind.                    | 823                     | 9,73                    |                         |

#### Concejales
| Candidato               | Pacto                                            | Partido  | Votos | %     | Resultado |
| ----------------------- | ------------------------------------------------ | -------- | ----- | ----- | --------- |
| Claudia Díaz Bravo      | Chile Mucho Mejor                                | DC       | 1539  | 19,36 | Concejal  |
| Alfredo Bastías Mercado | Chile Vamos Renovación Nacional - Independientes | RN       | 561   | 7,06  | Concejal  |
| Sebastián Herrera Díaz  | Verdes Liberales por una Comuna Segura           | Ind-FRVS | 425   | 5,35  | Concejal  |
| David González González | Chile Vamos UDI-Evópoli e Independientes         | UDI      | 295   | 3,71  | Concejal  |
| Marcela Cepeda González | Tu Comuna Radical                                | PR       | 288   | 3,62  | Concejal  |
| Gino Herrera Leiva      | Chile Mucho Mejor                                | DC       | 192   | 2,42  | Concejal  |